# Ford GPA
Ford GPA a fost un vehicul amfibiu produs de Ford între 1942 și 1944. Au fost produse aproximativ 5.982 de unități, dar cele mai multe dintre ele au plecat în Regatul Unit și în Uniunea Sovietică, deoarece nu erau foarte populare în Uniunea Sovietică. Se baza pe vehiculul Ford GPW. Vehiculul a fost folosit ulterior ca bază pentru vehiculul amfibiu GAZ-46, care a fost utilizat pe scară largă. Vehiculul nu era foarte popular în Statele Unite, deoarece era văzut ca fiind puțin fiabil și nu consuma foarte mult combustibil, în comparație cu camioanele și vehiculele militare mult mai mari.
Vehiculul a fost produs doar timp de 2 ani, deoarece nu a fost foarte popular în Statele Unite. După război majoritatea acestor vehicule au fost vândute ca surplus militar fermierilor, aventurierilor și altor companii mici, împreună cu unele studiouri de film. Ulterior, vehiculul a stat la baza vehiculului GAZ-46, care a fost utilizat pe scară largă în Uniunea Sovietică și mai târziu în Rusia, din anii 1950 până la sfârșitul anilor '90.